# Кадуна
Кадуна — місто на північному заході Нігерії. Адміністративний центр штату Кадуна. За оцінкою 2012 року Населення міста складає 2192441 осіб. Більшість населення становить народ хауса. Назва міста походить від слова мовою гауса «кадуна», яке перекладається як «крокодили».

## Клімат
| Клімат Кадуна                              | Клімат Кадуна | Клімат Кадуна | Клімат Кадуна | Клімат Кадуна | Клімат Кадуна | Клімат Кадуна | Клімат Кадуна | Клімат Кадуна | Клімат Кадуна | Клімат Кадуна | Клімат Кадуна | Клімат Кадуна | Клімат Кадуна |
| Показник                                   | Січ.          | Лют.          | Бер.          | Квіт.         | Трав.         | Черв.         | Лип.          | Серп.         | Вер.          | Жовт.         | Лист.         | Груд.         | Рік           |
| Абсолютний максимум, °C                    | 37,8          | 37,8          | 38,3          | 38,3          | 37,8          | 34,4          | 32,2          | 31,7          | 32,2          | 34,4          | 35,6          | 35,6          | 38,3          |
| Середній максимум, °C                      | 31,7          | 33,4          | 35,0          | 34,2          | 31,7          | 29,5          | 27,5          | 27,0          | 29,0          | 31,1          | 32,7          | 31,8          | 31,2          |
| Середня температура, °C                    | 23,4          | 25,0          | 27,7          | 27,9          | 26,3          | 24,6          | 23,4          | 23,2          | 24,0          | 24,9          | 24,2          | 23,0          | 24,8          |
| Середній мінімум, °C                       | 15,1          | 16,7          | 20,4          | 21,6          | 20,9          | 19,8          | 19,4          | 19,3          | 19,1          | 18,7          | 15,6          | 14,3          | 18,4          |
| Абсолютний мінімум, °C                     | 9,4           | 8,9           | 15,0          | 14,7          | 16,7          | 15,6          | 16,7          | 16,7          | 15,6          | 13,3          | 10,0          | 9,4           | 8,9           |
| Середня кількість сонячних годин на місяць | 279,0         | 262,7         | 266,6         | 243,0         | 241,8         | 216,0         | 155,0         | 120,9         | 171,0         | 248,0         | 285,0         | 294,5         | 2783,5        |
| Норма опадів, мм                           | 1             | 2             | 13            | 66            | 157           | 178           | 206           | 290           | 277           | 86            | 5             | 0             | 1280          |
| Днів з опадами                             | 0             | 0             | 2             | 5             | 13            | 16            | 18            | 22            | 21            | 8             | 0             | 0             | 105           |
| Днів з дощем                               | 0             | 0             | 2             | 5             | 13            | 16            | 18            | 22            | 21            | 8             | 0             | 0             | 105           |
| Вологість повітря, %                       | 26            | 24            | 37            | 57            | 73            | 82            | 86            | 88            | 85            | 74            | 48            | 31            | 59            |
| ------------------------------------------ | ------------- | ------------- | ------------- | ------------- | ------------- | ------------- | ------------- | ------------- | ------------- | ------------- | ------------- | ------------- | ------------- |
| Джерело: Deutscher Wetterdienst(нім.)      |               |               |               |               |               |               |               |               |               |               |               |               |               |

## Демографія
Приблизно 65 % населенная Кадуна складають мусульмани, а інші 35 % — християни.

## Економіка
Місто є промисловим центром північної Нігерії, у якому здійснюється виробництво текстилю, техніки, продукції зі сталі та алюмінію, а також нафтопродукції. Один з чотирьох основних нафтопереробних заводів Нігерії знаходиться у Кадуні.
В місті розташовується два аеропорти (Аеропорт Кадуна). Головний офіс Chanchangi Airlines якраз знаходиться у Кадуні.